# 宗像市営渡船
宗像市営渡船（むなかたしえいとせん）は、福岡県宗像市の本土側と離島の大島ならびに地島を結ぶ定期旅客船航路（渡し舟）・フェリーである。運営は宗像市産業振興部渡船課である。

## 概要
市町村合併により宗像市と合併した大島村および玄海町から継承した2航路を運航する。現在はいずれも宗像市の本土側北西端部にある神湊漁港からの発着となっている。
2014年、国土交通省の平成26年度離島航路構造改革補助金調査事業によると利用者の35パーセントが島の住民で、75パーセントが観光客と釣り客であった。

### 歴史
- 2003年4月1日 - 宗像郡玄海町と合併した新宗像市により地島航路を承継。
- 2005年3月28日 - 大島村編入により、大島航路を承継。
- 2010年 - 地島渡船の本土側発着港を鐘崎漁港から神湊漁港に変更する社会実験を実施。
- 2012年2月1日 - 地島渡船の発着港を鐘崎から神湊に変更し大島渡船と統一。
- 2017年10月1日 - フェリー「おおしま」バリアフリー化された新船が就航[1]

## 航路

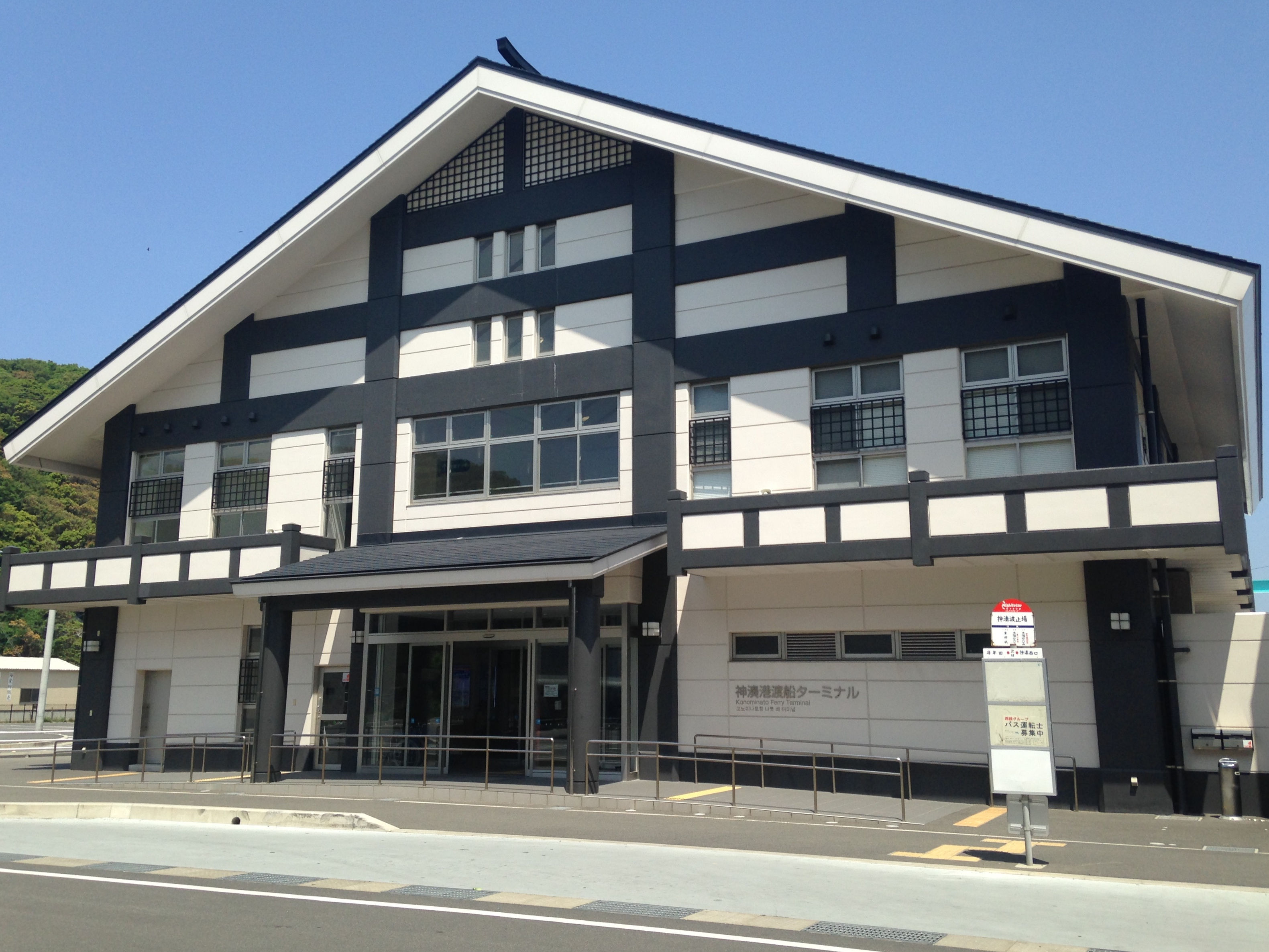
神湊港渡船ターミナル（2015年）

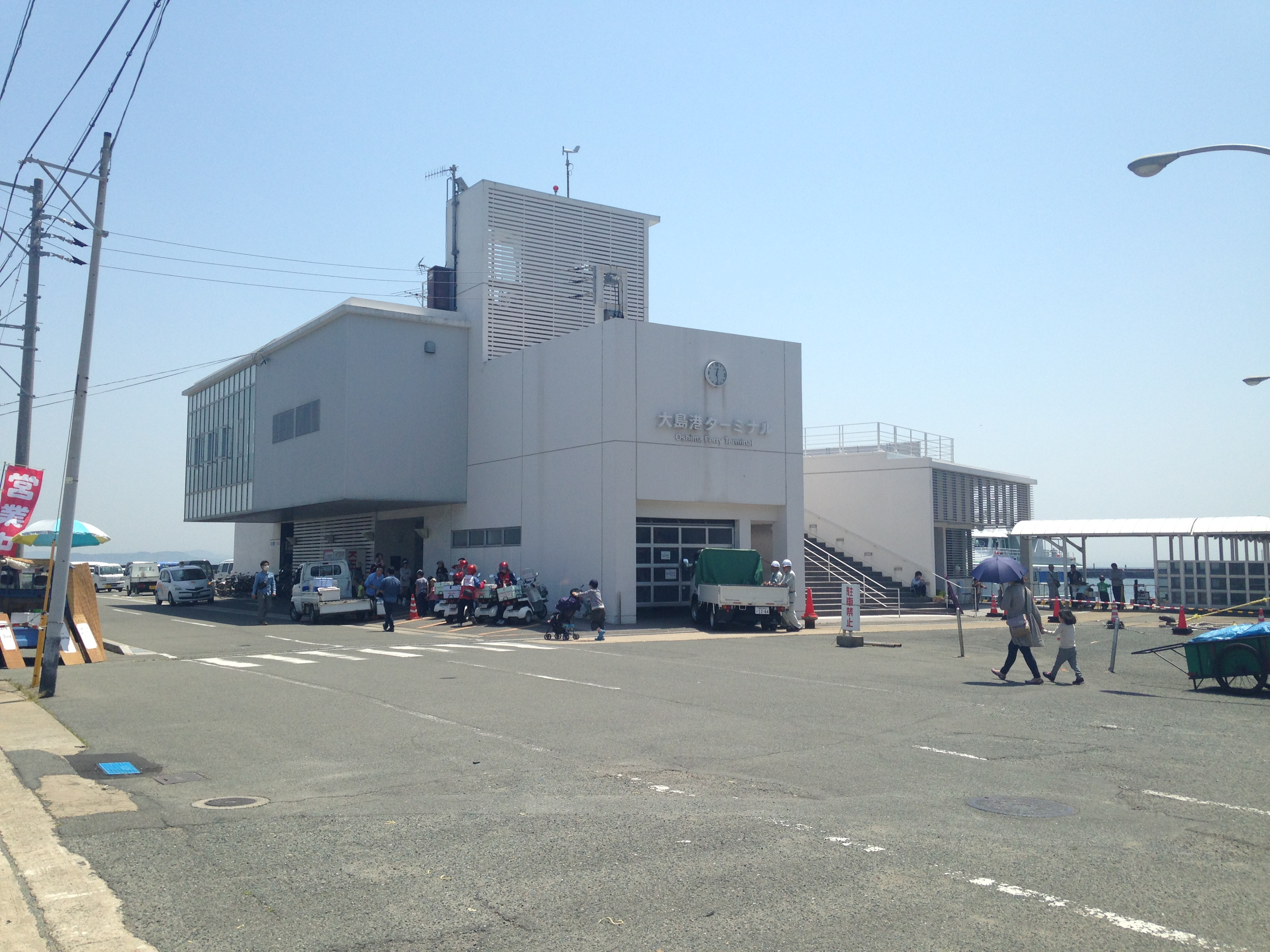
大島港ターミナル（2015年）

### 大島渡船
- 神湊漁港 - 大島港（約6km、フェリー25分、旅客船15分）

本土と大島を結ぶ航路である。かつては大島を行政区域としていた大島村により運営されていたが、2005年3月28日に同村が宗像市に編入されたため宗像市に承継された。1日7往復の運航。原則的に大島航路は7往復中5往復が「フェリーおおしま」、2往復が旅客船「しおかぜ」で運航されるが、多客期には全便がフェリーで運航される。また地島航路のフェリー運航日は別に1往復が「しおかぜ」に差し替えられ、「フェリーおおしま」が4往復、旅客船「しおかぜ」が3往復となる。所要時間は「フェリーおおしま」が25分、「しおかぜ」は15分である。

### 地島渡船
- 神湊漁港 - 泊港（地島） - 白浜港（地島）

本土と地島を結ぶ航路である。地島では島南端部の泊漁港と島北西部の白浜漁港に発着する。かつては鐘崎地区・地島を行政区域としていた玄海町により運営されていたが、2003年4月1日に同町が宗像市と合併したため、新市制による宗像市に承継された。2012年2月1日より神湊港発着に変更された。所要時間は神湊 - 泊が15分、泊 - 白浜が10分。1日6往復の運航で「ニューじのしま」が就航する。泊と白浜で運賃が異なるため、島発の乗船券は船内での購入となる。
これに加えて第2・第4水曜日の午前中に「おおしま」が1往復運航されるが、泊には寄港しない。

## 船舶

### 就航中の船舶
- おおしま（フェリー）

2017年竣工、2017年10月1日就航、前畑造船建造
198総トン、旅客定員245名、乗用車11台
- しおかぜ（旅客船）

2009年就航、瀬戸内クラフト建造
87総トン、全長30.01m、登録長28.25m、幅5.80m、深さ2.40m、MTU8V2000M72×2基、機関出力1440kW、最大速力24.31ノット、航海速力20.0ノット、乗組員4名、旅客定員180名
- ニューじのしま（旅客船）

2001年竣工、神原海洋開発建造
55総トン、全長23.50m、型幅5.30m、型深さ1.80m、ディーゼル2基、機関出力1,000PS、航海速力14.10ノット、旅客定員125名

### 過去の船舶
- おおしま（フェリー）

1995年竣工、2017年9月30日引退、臼杵造船所建造、JG沿海
199総トン、全長43m、ディーゼル2基、機関出力1000PS、最大速力13.14ノット、航海速力12.50ノット、旅客定員211名、乗用車11台

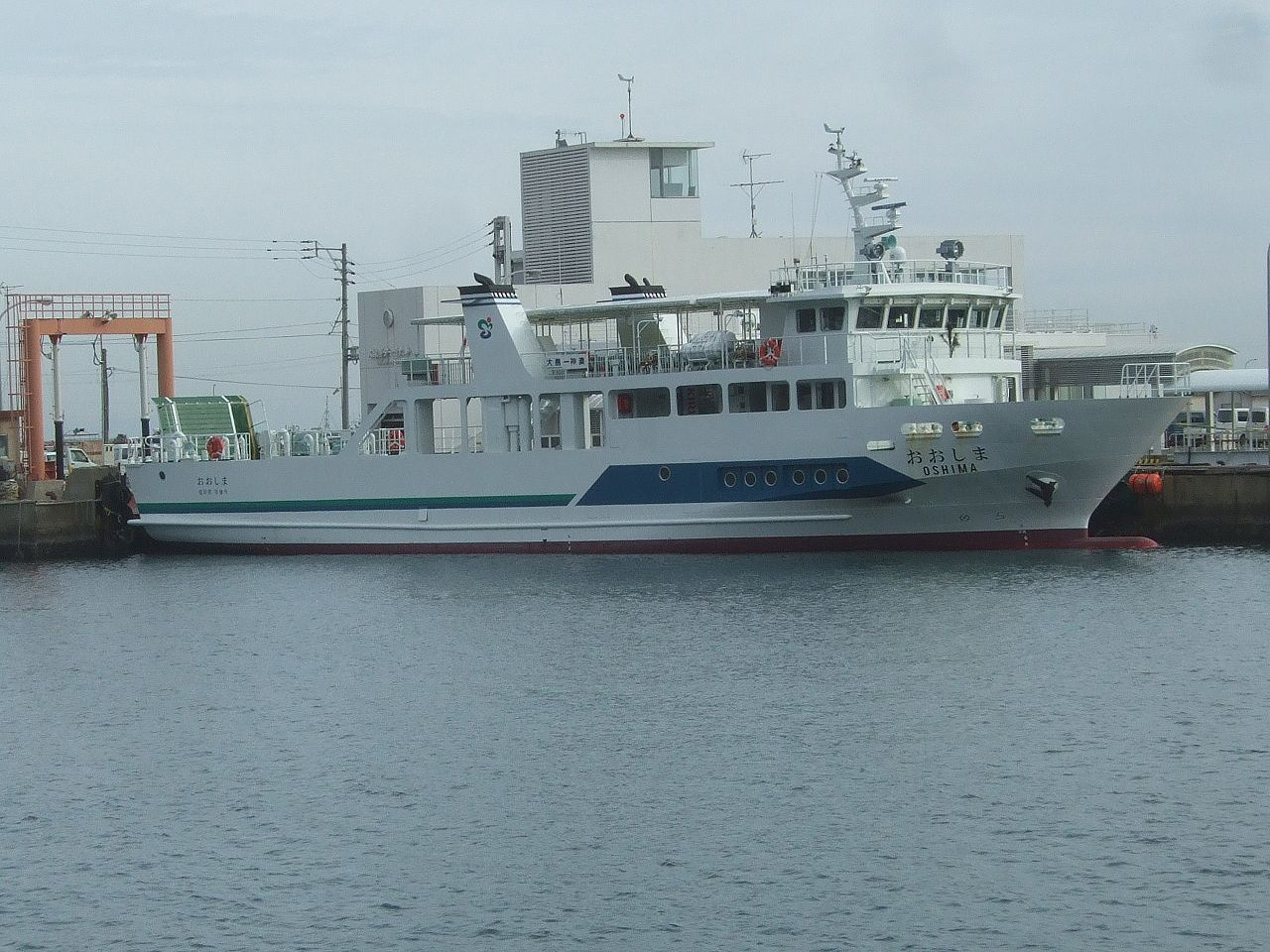
フェリーおおしま（大島港）
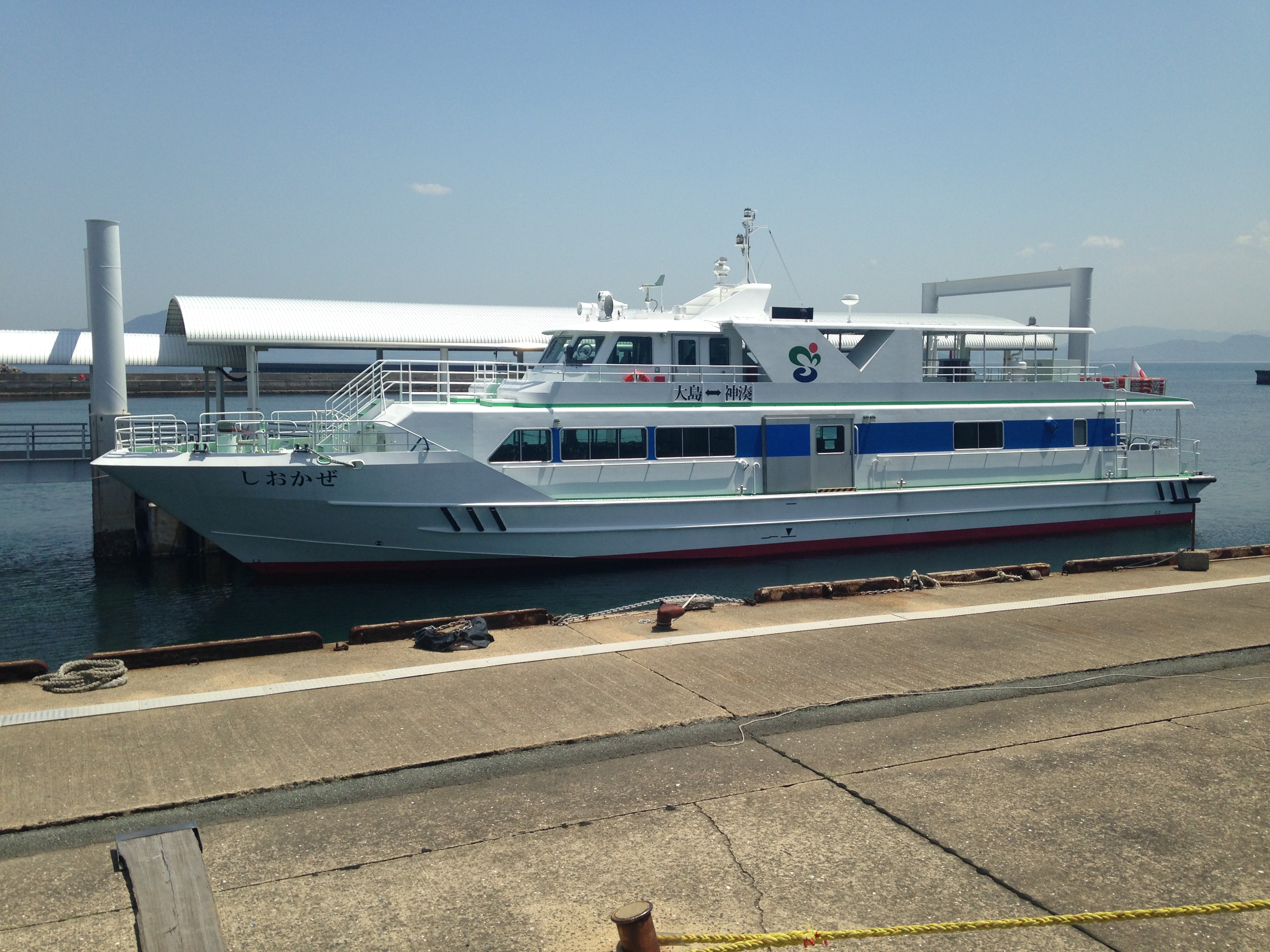
旅客船しおかぜ（大島港）
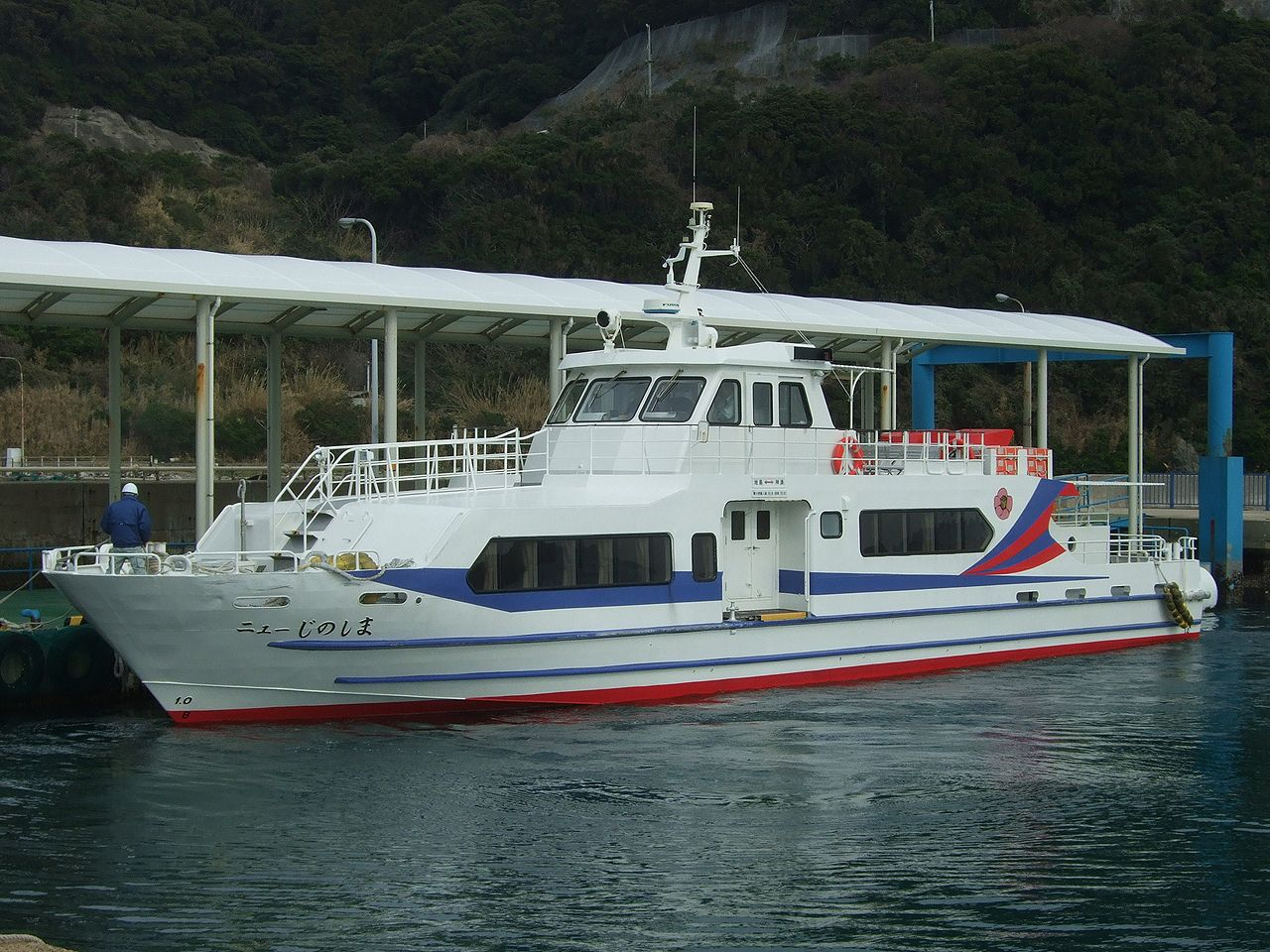
ニューじのしま（白浜港）
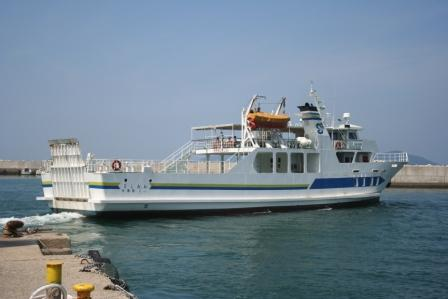
旧フェリーおおしま 2017年退役

## アクセス
東郷駅または福間駅と神湊漁港の間に西鉄バス宗像が路線バスを運行している。最寄りバス停は「神湊波止場」。